# Eccellenza Abruzzo
Il campionato Eccellenza Abruzzo è la divisione regionale abruzzese del campionato di Eccellenza, quinto livello nazionale del calcio italiano.
Si tiene dalla stagione sportiva 1991-92 e si è sempre disputato a girone unico a 18 squadre.
Dalla stagione 1995-96, ai fini della classifica, alla vittoria vengono assegnati 3 punti.
In precedenza ne venivano assegnati 2.
La vincitrice del campionato abruzzese va in Serie D.
La Pro Vasto e il Chieti sono le società con il maggior numero di vittorie in tale torneo, avendolo vinto tre volte.
A seguire il San Nicolò, l'Avezzano e L’Aquila ne hanno vinti due, mentre altre 21 società hanno vinto un'edizione a testa. La prima edizione fu vinta per la prima e unica volta da una squadra non abruzzese, il Termoli (Molise).

## Regolamento
Promozioni in Serie D: La squadra classificata al 1º posto viene ammessa direttamente al campionato di Serie D. 
Play off: La squadra classificata al 2º posto accede direttamente alla fase nazionale delle gare di spareggio – promozione per l’ammissione al campionato di Serie D soltanto nel caso in cui il distacco con la squadra terza classificata dovesse essere pari o superiore a 9 punti.
Se la differenza di punteggio nella classifica finale tra la seconda e terza squadra classificata dovesse risultare inferiore ai 9 punti è previsto lo svolgimento delle gare di play off tra le squadre classificatesi al 2º, 3º, 4º e 5º posto.
Nell’ipotesi che una delle suddette 4 Società abbia già acquisito il diritto di partecipare al
campionato di Serie “D”, disputerà i play off, al posto di quest’ultima, la Società 6ª classificata del girone, la quale dovrà occupare l’ultimo posto nella graduatoria delle 4 partecipanti.
Le gare di semifinale si svoglono tra 2^ e 5^- 3^ e 4^, in gara unica sul campo della miglior classificata: in caso di parità al termine dei tempi regolamentari è prevista la disputa di 2 tempi supplementari da 15' minuti ciascuno conclusi i quali, ove persistesse il risultato di parità, verrà considerata qualificata la squadra miglior classificata.
Nel caso in cui il distacco in classifica tra le 2 squadre avversarie fosse pari o superiore ai 9 punti, la miglior classificata accede direttamente al turno successivo.
Le squadre vincenti effettuano una gara di finale in gara unica su campo neutro: in caso di parità al termine dei tempi regolamentari, verranno effettuati due tempi supplementari di 15’ minuti ciascuno; nel caso di ulteriore parità, verrà considerata vincente la squadra
in migliore posizione di classifica al termine della stagione regolare.
Retrocessione in Promozione e play out:
L’individuazione del numero di società retrocesse al campionato di Promozione varia rispetto al numero di società abruzzesi retrocesse dal campionato di Serie D:
1) In caso di nessuna o una retrocessione dal campionato di Serie D sono previste 3 retrocessioni al campionato di Promozione: 
- La società 18ª classificata è direttamente retrocessa al campionato di Promozione.
- Prevista disputa di un solo turno di gare di play out tra le squadre classificate al 14°, 15°, 16° e 17°, in gara unica sul campo della miglior classificata: negli incroci tra 14^ e 17^ - 15^ e 16^, in caso di parità al termine dei tempi regolamentari è prevista la disputa di 2 tempi supplementari da 15' minuti ciascuno conclusi i quali, ove persistesse il risultato di parità, verrà considerata retrocessa la squadra peggior classificata al termine del campionato. Nel caso in cui il distacco in classifica tra le 2 squadre avversarie fosse pari o superiore ai 9 punti, la peggior classificata viene automaticamente considerata retrocessa in Promozione.

2) In caso di due retrocessioni dal campionato di Serie D sono previste 4 retrocessioni al campionato di Promozione: 
- La società 18ª classificata è direttamente retrocessa al campionato di Promozione.
- Prevista disputa di 2 turni di gare di play out tra le squadre classificate al 14°, 15°, 16° e 17°, in gara unica sul campo della miglior classificata: negli incroci tra 14^ e 17^ - 15^ e 16^, in caso di parità al termine dei tempi regolamentari è prevista la disputa di 2 tempi supplementari da 15' minuti ciascuno conclusi i quali, ove persistesse il risultato di parità, verrà considerata vincente la squadra miglior classificata al termine del campionato.Nel caso in cui il distacco in classifica tra le 2 squadre avversarie fosse pari o superiore ai 9 punti, la peggior classificata viene automaticamente considerata retrocessa in Promozione.
- Le squadre vincenti disputano la gara di spareggio in campo neutro; verificandosi risultato di parità al termine dei tempi regolamentari, verranno effettuati due tempi supplementari di 15' ciascuno; nel caso di ulteriore parità, verrà considerata vincente la squadra in migliore posizione di classifica al termine della stagione regolare. La squadra perdente retrocederà al campionato di Promozione. Non si effettuerà questa gara di spareggio se nella classifica stilata al termine del campionato la differenza di punteggio tra le predette squadre dovesse essere di 9 o più punti. In tal caso la squadra con la miglior posizione di classifica acquisisce automaticamente la permanenza nel campionato di Eccellenza, mentre l’altra squadra retrocede al campionato di Promozione.

3) In caso di tre o quattro retrocessioni dal campionato di Serie D sono previste
5 retrocessioni al campionato di Promozione:
- Le squadre classificate al 18º e 17º posto retrocederanno direttamente al campionato di Promozione.
- Prevista disputa di 2 turni di gare di play out tra le squadre classificate al 13º, 14º, 15º e 16º posto, in gara unica sul campo della miglior classificata: negli incroci tra 13^ e 16^ - 14^ e 15^, in caso di parità al termine dei tempi regolamentari è prevista la disputa di 2 tempi supplementari da 15' minuti ciascuno conclusi i quali, ove persistesse il risultato di parità, verrà considerata vincente la squadra miglior classificata al termine del campionato. Nel caso in cui il distacco in classifica tra le 2 squadre avversarie fosse pari o superiore ai 9 punti, la peggior classificata viene automaticamente considerata retrocessa in Promozione.
- Le squadre vincenti disputano la gara di spareggio in campo neutro; verificandosi risultato di parità al termine dei tempi regolamentari, verranno effettuati due tempi supplementari di 15' ciascuno; nel caso di ulteriore parità, verrà considerata vincente la squadra in migliore posizione di classifica al termine della stagione regolare. La squadra perdente retrocederà al campionato di Promozione. Non si effettuerà questa gara di spareggio se nella classifica stilata al termine del campionato la differenza di punteggio tra le predette squadre dovesse essere di 9 o più punti. In tal caso la squadra con la miglior posizione di classifica acquisisce automaticamente la permanenza nel campionato di Eccellenza 2019/2020, mentre l’altrasquadra retrocede al campionato di Promozione.
- In caso di posti disponibili nell’organico del successivo campionato di Eccellenza, qualora si dovesse verificare l’ipotesi di tre o quattro retrocessioni dal Campionato Nazionale Dilettanti, viene automaticamente assegnato un posto alla quinta squadra retrocessa al campionato di Promozione.

## Albo d'oro
| Stagione  | Campionato            | Promossa dopo Playoff Nazionali | Partecipa ai Playoff Nazionali |
| --------- | --------------------- | ------------------------------- | ------------------------------ |
| 1991-1992 | Termoli               |                                 |                                |
| 1992-1993 | Nereto                |                                 |                                |
| 1993-1994 | Paganica              |                                 | Renato Curi                    |
| 1994-1995 | Pineto                |                                 | Lanciano                       |
| 1995-1996 | Ortona                |                                 | Celano                         |
| 1996-1997 | Angizia Luco          |                                 | Celano                         |
| 1997-1998 | Lanciano              |                                 | Renato Curi                    |
| 1998-1999 | Pro Vasto             |                                 | Celano                         |
| 1999-2000 | Atletico Morro d'Oro  |                                 | Celano                         |
| 2000-2001 | Pro Vasto             | Val di Sangro                   |                                |
| 2001-2002 | Rosetana              |                                 | Notaresco                      |
| 2002-2003 | Celano                | Avezzano                        |                                |
| 2003-2004 | Guardiagrele          |                                 | Penne                          |
| 2004-2005 | R.C. Angolana         | Penne                           |                                |
| 2005-2006 | Santegidiese          | Valle del Giovenco              |                                |
| 2006-2007 | Cologna Paese         |                                 | Notaresco                      |
| 2007-2008 | Chieti                | Casoli                          |                                |
| 2008-2009 | Miglianico - L’Aquila |                                 | San Nicola Sulmona             |
| 2009-2010 | Teramo                |                                 | Mosciano                       |
| 2010-2011 | San Nicolò            |                                 | Francavilla                    |
| 2011-2012 | Amiternina            |                                 | Sulmona                        |
| 2012-2013 | Sulmona               |                                 | Giulianova                     |
| 2013-2014 | San Nicolò            |                                 | Avezzano                       |
| 2014-2015 | Avezzano              |                                 | Paterno                        |
| 2015-2016 | Pro Vasto             | Pineto                          |                                |
| 2016-2017 | Nerostellati          |                                 | Francavilla                    |
| 2017-2018 | Giulianova            |                                 | Paterno                        |
| 2018-2019 | Chieti                |                                 | Torrese                        |
| 2019-2020 | Castelnuovo Vomano    |                                 | Lanciano 1920                  |
| 2020-2021 | Chieti                |                                 |                                |
| 2021-2022 | Avezzano              |                                 | L’Aquila                       |
| 2022-2023 | L’Aquila              |                                 | Giulianova                     |
| 2023-2024 | Teramo                |                                 | Giulianova                     |
| 2024-2025 | Giulianova            | Castelnuovo Vomano              |                                |

### Titoli per squadra
| Squadra              | Titoli | Edizioni                        |
| -------------------- | ------ | ------------------------------- |
| Pro Vasto            | 3      | 1998-1999, 2000-2001, 2015-2016 |
| Chieti               | 3      | 2007-2008, 2018-2019, 2020-2021 |
| L’Aquila             | 2      | 2008-2009, 2022-2023            |
| San Nicolò           | 2      | 2010-2011, 2013-2014            |
| Avezzano             | 2      | 2014-2015, 2021-2022            |
| Teramo               | 2      | 2009-2010, 2023-2024            |
| Giulianova           | 2      | 2017-2018, 2024-2025            |
| Termoli              | 1      | 1991-1992                       |
| Nereto               | 1      | 1992-1993                       |
| Paganica             | 1      | 1993-1994                       |
| Pineto               | 1      | 1994-1995                       |
| Ortona               | 1      | 1995-1996                       |
| Angizia Luco         | 1      | 1996-1997                       |
| Lanciano             | 1      | 1997-1998                       |
| Atletico Morro d'Oro | 1      | 1999-2000                       |
| Rosetana             | 1      | 2001-2002                       |
| Celano               | 1      | 2002-2003                       |
| Guardiagrele         | 1      | 2003-2004                       |
| R.C. Angolana        | 1      | 2004-2005                       |
| Santegidiese         | 1      | 2005-2006                       |
| Cologna Paese        | 1      | 2006-2007                       |
| Miglianico           | 1      | 2008-2009                       |
| Amiternina           | 1      | 2011-2012                       |
| Sulmona              | 1      | 2012-2013                       |
| Nerostellati         | 1      | 2016-2017                       |
| Castelnuovo Vomano   | 1      | 2019-2020                       |

## Statistiche

### Partecipazioni
A partire dalla prima edizione nazionale dell'Eccellenza con tale denominazione (1991-92) a tutta la stagione 2025-26, al torneo abruzzese hanno preso parte 81 società, qui elencate per ordine discendente di stagioni disputate (in grassetto le squadre partecipanti al torneo in corso):
- 25:  Alba Adriatica
- 23:  Montorio 88
- 22:  R.C. Angolana[3]
- 19:  Francavilla,  Penne
- 18:  Ovidiana Sulmona
- 16:  Lauretum
- 15:  Pianella,  Sambuceto
- 14:  Capistrello,  Guardiagrele,  San Salvo
- 13:  Celano,  Miglianico,  Montesilvano,  Torrese
- 12:  Amiternina[4],  Mosciano,  Notaresco,  Rosetana,  Virtus Cupello
- 11:  Castelnuovo Vomano,  Ortona[5]
- 10:  Pineto,  Santegidiese
- 9:  Atessa,  Casoli,  Hatria,  L’Aquila,  Pro Vasto[6]
- 8:  2000 Calcio Montesilvano,  Angizia Luco[7],  Atletico Morro d'Oro,  Folgore Delfino Curi Pescara[8],  Nereto,  Pontevomano,  Spoltore,  Vasto Marina
- 7:  Altinrocca[9],  Avezzano,  Cappelle sul Tavo,  Martinsicuro,  Sant'Omero
- 6:  Cologna Paese,  Giulianova,  Paterno,  River Chieti[10],  San Nicolò,  SPAL Lanciano
- 5:  Castel di Sangro[11],  Nerostellati[12],  Val di Sangro,  Vis Chieti
- 4:  Chieti,  Cologna Spiaggia,  Lanciano,  Lanciano 1920,  Montereale,  Pescina VG[13],  Ripateatina
- 3:  Bellante,  Casalbordino,  Tortoreto
- 2:  Civitella Roveto,  Fucense,  Lanciano FC,  Silvi,  Sporting Scalo,   Teramo,  Union Fossacesia,  Villa 2015
- 1:  Atletico Teramo,  Borrello,  Canistro,  Carsoli,  Oricola,  Paganica,  Scerne,  Termoli[14],  Tollo[15],  Vestina,  Virtus Teramo

### Record
Tutte le edizioni si sono svolte a 18 squadre (34 incontri per squadra).
- Maggior numero di punti
  - 2 punti a vittoria: 52 (Paganica 1993-94)
  - 3 punti a vittoria: 88 (Teramo 2023-24)
- Minor numero di punti: 1 (Francavilla 1996-97, Montesilvano 2007-08)
- Maggior numero di vittorie: 28 (Teramo 2023-24)
- Minor numero di vittorie: 0 (Francavilla 1996-97, Real Ortona 2006-07, Montesilvano 2007-08, SPAL Lanciano 2011-12, Nereto 2022-23)
- Maggior numero di pareggi: 19 (Guardiagrele e Sant'Omero Palmense 1991-92)
- Minor numero di pareggi: 1 (Francavilla 1996-97)
- Maggior numero di sconfitte: 33 (Francavilla 1996-97)
- Minor numero di sconfitte: 1 (Pro Vasto 1998-99, Cologna Paese 2006-07)
- Miglior attacco: 106 goal segnati (Teramo 2023-24)
- Peggior attacco: 10 goal segnati (Montesilvano 2007-08)
- Miglior difesa: 13 goal subiti (Lanciano 1997-98)
- Peggior difesa: 149 goal subiti (Francavilla 1996-97)
- Miglior differenza reti: +81 (Teramo 2023-24)
- Peggior differenza reti: -131 (Francavilla 1996-97)

## Confronti extraregionali

### Play-off nazionali
La 2ª classificata dell'Eccellenza (o la vincente dei play-off dal 2001) accede ai play-off nazionale con altri 27 squadre degli altri gironi di Eccellenza.

7 di queste 28 squadre (quindi 2 turni ad eliminazione diretta) ottengono la promozione in Serie D.
| play-off regionali                            | Stagione | 2ª classificata    | 1º turno                              | 2º turno                              | esito     |
| --------------------------------------------- | -------- | ------------------ | ------------------------------------- | ------------------------------------- | --------- |
| -                                             | 1991-92  | Renato Curi        | non previsti i play-off nazionali     | non previsti i play-off nazionali     | RIPESCATA |
| -                                             | 1992-93  | Mosciano           | non previsti i play-off nazionali     | non previsti i play-off nazionali     | RIPESCATO |
| -                                             | 1993-94  | Renato Curi        | ?                                     | ?                                     | ?         |
| -                                             | 1994-95  | Lanciano           | Iglesias 0-1 e 0-0                    |                                       | RIPESCATO |
| -                                             | 1995-96  | Celano             | Montegranaro 1-2 e 3-2                |                                       |           |
| -                                             | 1996-97  | Celano             | Monturanese 1-2 e 2-2 (dts)           |                                       |           |
| -                                             | 1997-98  | Renato Curi        | Bastia 0-0 e 2-1                      | Grosseto 0-0 e 1-2                    | RIPESCATA |
| -                                             | 1998-99  | Celano             | Cesi 1-1 e 0-0                        |                                       |           |
| -                                             | 1999-00  | Celano             | Cesi 0-1 e 0-2                        |                                       |           |
| -                                             | 2000-01  | Val di Sangro      | Narnese 2-3 e 3-0                     | Civita Castellana 1-0 e 0-1 (5-4 dcr) | PROMOSSA  |
| play-off regionali                            | Stagione | vincente play-off  | 1º turno                              | 2º turno                              | esito     |
| Avezzano 2-0 e 0-0 Celano 2-2                 | 2001-02  | Notaresco          | Deruta 2-1 e 0-1                      |                                       |           |
| Santegidiese 1-0 e 2-1 R.C. Angolana 0-0      | 2002-03  | Avezzano           | Arbus 0-1 e 3-1                       | Sambiase 0-0 e 2-0                    | PROMOSSO  |
| R.C. Angolana 2-0 e 0-1 Montesilvano 3-0      | 2003-04  | Penne              | Urbisalviense 0-0 e 1-0               | Spes Mentana 0-0 e 3-4                |           |
| Atessa 2-0 e 2-0                              | 2004-05  | Penne              | ALMAS 2-0 e 3-0                       | Benacense 1905 0-0 e 2-1              | PROMOSSO  |
| Atessa 2-1 e 1-1 Cologna Paese 2-1            | 2005-06  | Valle del Giovenco | Copparese 3-2 e 5-1                   | Voluntas Osio Sotto 1-2 e 3-0         | PROMOSSO  |
| Miglianico 3-1 e 2-1 Hatria 3-1               | 2006-07  | Notaresco          | Cynthia 3-4 e 0-1                     |                                       |           |
| -                                             | 2007-08  | Casoli             | Pianese 2-1 e 1-2 (5-4 dcr)           | Cantù San Paolo 1-1 e 1-0             | PROMOSSO  |
| Penne 1-0 e 2-1 Castel di Sangro 1-0          | 2008-09  | San Nicola Sulmona | Selargius 0-3 e 0-0                   |                                       |           |
| Castel di Sangro 1-1 e 1-0 Alba Adriatica 3-2 | 2009-10  | Mosciano           | Pistoiese 0-0 e 1-0                   | Anziolavinio 1-2 e 0-1                |           |
| Alba Adriatica 2-1 e 1-0 Cologna Paese 1-1    | 2010-11  | Francavilla        | LVPA Frascati 0-2 e 1-2               |                                       |           |
| Montorio 88 0-0 e 2-1 Francavilla 3-2 (dts)   | 2011-12  | Sulmona            | Colorno 3-1 e 2-0                     | Casacastalda 0-1 e 1-1                |           |
| -                                             | 2012-13  | Giulianova         | Imolese 0-3 e 1-1                     |                                       | RIPESCATO |
| Torrese1-0                                    | 2013-14  | Avezzano           | San Giovanni Valdarno 0-0 e 1-2       |                                       |           |
| Francavilla 0-0                               | 2014-15  | Paterno            | Serpentara Bellegra Olevano 3-1 e 0-5 |                                       |           |
| Martinsicuro 3-2 Paterno 1-0                  | 2015-16  | Pineto             | Sporting Città di Fiumicino 2-0 e 0-1 | Subasio 1-0 e 2-1                     | PROMOSSO  |
| Paterno 4-1 Alba Adriatica 3-1                | 2016-17  | Francavilla        | Angelana 2-0 e 1-2                    | Fabriano Cerreto 0-0 e 1-1            | RIPESCATO |
| Martinsicuro 2-1 Spoltore 0-0                 | 2017-18  | Paterno            | Ladispoli 1-2 e 1-1                   |                                       |           |
| Alba Adriatica 1-0 (dts) Sambuceto 3-3        | 2018-19  | Torrese            | Porto Sant'Elpidio 1-3 e 0-3          |                                       |           |
| Torrese 2-0 Giulianova 2-0                    | 2021-22  | L’Aquila           | Taloro Gavoi 3-1 e 2-2                | Chisola 0-2 e 1-1                     |           |
| -                                             | 2022-23  | Giulianova         | Progresso 0-3 e 0-0                   |                                       |           |
| -                                             | 2023-24  | Giulianova         | Terre di Castelli 1-0 e 0-1 (5-4 dcr) | Terranuova Traiana 1-3 e 1-1          |           |
| R.C. Angolana 1-0                             | 2024-25  | Castelnuovo Vomano | Valentino Mazzola 2-1 e 3-1           | Montespaccato 1-0 e 3-2               | PROMOSSO  |